# Sipyloidea nigroannulata
Sipyloidea nigroannulata är en insektsart som först beskrevs av Haan 1842.  Sipyloidea nigroannulata ingår i släktet Sipyloidea och familjen Diapheromeridae. Inga underarter finns listade i Catalogue of Life.